# أخبار الهند (صحيفة)
أخبار الهند هي صحيفة نصف شهرية باللغة العربية تصدر من مومباي، بالهند.